# Norbert Walter
Norbert Walter (Berlino, 12 dicembre 1975) è un pallavolista tedesco.